# Asuman Ozdaglar
Asuman E. Özdağlar  (* 16. Dezember 1974) ist eine türkisch-US-amerikanische Informatikerin und Hochschullehrerin. Ihre Forschung konzentriert sich auf Probleme, die bei der Analyse und Optimierung großer dynamischer vernetzter Systeme mit mehreren Agenten auftreten, einschließlich Kommunikationsnetzen, Verkehrsnetzen sowie sozialen und wirtschaftlichen Netzwerken.

## Leben und Werk
Asuman Ozdaglar wurde als Tochter des ehemaligen Staatsministers in der 45. türkischen Regierung İsmail Özdağlar und Zahide Özdağlar geboren. Sie ist mit dem türkischen Ökonomen armenischer Herkunft Daron Acemoğlu verheiratet. Sie studierte in der Abteilung für Elektrotechnik der Technischen Universität des Nahen Ostens in Ankara und erhielt 1996 einen Bachelor-Abschluss. Anschließend setzte sie ihr Studium am Massachusetts Institute of Technology (MIT) in den USA fort und promovierte dort 2003 bei Dimitri Panteli Bertsekas mit der Dissertation: Pseudonormality and a Lagrange Multiplier Theory for Constrained Optimization. Anschließend wurde sie dort Assistenzprofessorin, 2008 außerordentliche Professorin und 2012 Professorin. 2017 wurde sie als Nachfolgerin von Anantha Chandrakasan zur neuen Leiterin des Fachbereichs Elektrotechnik und Informatik (EECS) am MIT ernannt. Sie gehört zu dem Exekutivkomitee des Forschungskonsortiums des C3.ai Digital Transformation Institute.
Ihre Forschungsgebiete umfassen nichtlineare und konvexe Optimierung, Spieltheorie, soziale und wirtschaftliche Netzwerke sowie verteilte Optimierungsmethoden, Netzwerkoptimierung und -steuerung.

## Auszeichnungen
- 1993–1996: Bülent Kerim Altay prize (METU-TURKEY)
- 1996: NATO Science Fellow
- 2001: Microsoft Fellow
- 2004: Graduate Student Council Teaching Award – MIT School of Engineering
- 2005: Provost Award
- 2005: NSF CAREER Award
- 2006: Class of 1943 Career Development Chair
- 2008: AACC Donald P. Eckman Award
- 2011: Kavli Fellow of the National Academy of Sciences
- 2012: Inaugural Steven and Renee Innovation Fellowship

## Veröffentlichungen (Auswahl)
- mit D. P. Bertsekas und A. Nedic: Convex Analysis and Optimization. Scientific, Athena 2003.
- mit I. Menache:  Network Games. Theory, Models, and Dynamics. Morgan and Claypool Publishers, 2011.